# Sockerbulle

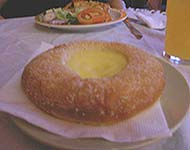
En "öppen" krämbulle.

Sockerbulle, även krämbulle, är en vetebulle fylld med vaniljkräm. Oftast syns inte vaniljkrämen, men i många fall ser man krämen genom ett hål på toppen. En krämbulle bakas i ugn och serveras vid rumstemperatur med socker på toppen.

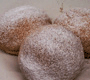
Sockerbullar.